# Heloísa Pinheiro
Heloísa Eneida Menezes Paes Pinto coniugata Pinheiro (Rio de Janeiro, 7 luglio 1943) è una modella brasiliana nota anche come Helô Pinheiro, ritenuta l'ispiratrice del brano bossa nova di Jobim-de Moraes Garota de Ipanema.

## Biografia
Nata a Rio de Janeiro nel 1943 è discendente per parte di madre dalla famiglia Oliveira de Menezes, che a sua volta discende dalla famiglia portoghese Gonçalves de Menezes.
Secondo la versione più accreditata, è la vera ragazza di Ipanema; Camminando nel quartiere Ipanema di Rio de Janeiro ispirò a Vinícius de Moraes e Antônio Carlos Jobim le parole della canzone Garota de Ipanema, la cui musica era stata scritta originariamente per un musical.
Quando aprì una boutique con il nome di A Garota de Ipanema, le fecero causa gli eredi degli autori  Antônio Carlos Jobim e Vinícius de Moraes, ma – dopo un'aspra battaglia legale – vinse la causa e poté mantenere il nome.
Helô Pinheiro fu Playmate brasiliana di Playboy una prima volta nel 1987, e poi ancora nel 2003 in un servizio con sua figlia Ticiane Pinheiro.  
Interpretò sé stessa in un episodio della telenovela Figli miei, vita mia e fece pure un'apparizione nella seconda stagione del reality show The Amazing Race.

## Vita privata
Helô si è sposata con Fernando Pinheiro, ingegnere, e dalla loro unione sono nati quattro figli: Kiki, modella; Ticiane, modella ed attrice; Jô; e l'unico maschio Fernando Mendes Pinheiro Junior.